# Kuba na Letních olympijských hrách 1948
Kubu na Letních olympijských hrách 1948 v Londýně reprezentovalo 53 mužů. Nejmladším účastníkem byl Carlos de Cárdenas Plá (16 let, 28 dní), nejstarším pak Godofredo Basso (46 let, 268 dní). Reprezentanti vybojovali 1 stříbrnou medaili.

## Medailisté
| Medaile | Jméno                                             | Sport    | Disciplína |
| ------- | ------------------------------------------------- | -------- | ---------- |
| Stříbro | Carlos de Cárdenas Culmell Carlos de Cárdenas Plá | jachting | Třída Star |